# Dự trữ bắt buộc
Dự trữ bắt buộc, hay tỷ lệ dự trữ bắt buộc là một quy định của ngân hàng trung ương về tỷ lệ giữa tiền mặt và tiền gửi mà các ngân hàng thương mại bắt buộc phải tuân thủ để đảm bảo tính thanh khoản. Các ngân hàng có thể giữ tiền mặt cao hơn hoặc bằng tỷ lệ dữ trữ bắt buộc nhưng không được phép giữ tiền mặt ít hơn tỷ lệ này. Nếu thiếu hụt tiền mặt các ngân hàng thương mại phải vay thêm tiền mặt, thường là từ ngân hàng thương mại hơn so với ngân hàng trung ương. Đây là một trong những công cụ của ngân hàng trung ương nhằm thực hiện chính sách tiền tệ bằng cách làm thay đổi số nhân tiền tệ.

## Tác động của dự trữ bắt buộc
Thông qua hoạt động tạo tiền, từ tiền cơ sở (gồm tiền mặt lưu thông ngoài hệ thống ngân hàng cộng với tiền mặt dự trữ trong hệ thống ngân hàng),  tiền mặt so với tiền gửi (C/D) của các ngân hàng; r là tỷ lệ dự trữ bắt buộc.
Do đó khi r thay đổi thì số nhân tiền thay đổi theo tỷ lệ nghịch. Chính vì thế bằng cách thay đổi tỷ lệ dữ trữ bắt buộc, ngân hàng trung ương có thể thay đổi số nhân tiền để điều tiết cung tiền với một tiền cơ sở bất kỳ.

## Một số vấn đề liên quan đến dự trữ bắt buộc
Thông thường, tỷ lệ dự trữ bắt buộc được các ngân hàng trung ương trên thế giới quy định là tỷ lệ giữa dự trữ tiền mặt so với tiền gửi vãng lai là một bộ phận cấu thành của M1 mà không quy định tỷ lệ giữa dự trữ tiền mặt với tiền gửi có kỳ hạn (tiền gửi tiết kiệm..., một bộ phận cấu thành của M2). Dữ trữ bắt buộc có thể được gửi ở ngân hàng trung ương hoặc giữ tại két dự trữ của ngân hàng thương mại. Tuy nhiên, thông thường các ngân hàng thương mại sẽ gửi ở ngân hàng trung ương để được hưởng lãi suất. Ở Việt nam, tỷ lệ dữ trữ bắt buộc được quy định cho hai loại tiền gửi: tiền gửi không kỳ hạn cộng với tiền gửi có kỳ hạn dưới 1 năm và tiền gửi có thời hạn từ 1 năm đến 2 năm, trong đó tỷ lệ dữ trữ bắt buộc so với tiền gửi có kỳ hạn từ 1 đến 2 năm thấp hơn.  Ngoài ra tỷ lệ dữ trữ bắt buộc còn được quy định khác nhau đối với những loại ngân hàng khác nhau có thể theo quy mô, tính chất hoạt động... Ngân hàng trung ương của một số quốc gia như các nước thuộc Anh, Thụy Sĩ,... đã không còn áp dụng quy định tỷ lệ dữ trữ bắt buộc nữa.